# محمدحسن (نیمروز)
محمدحسن روستایی در دهستان ادیمی بخش مرکزی شهرستان نیمروز استان سیستان و بلوچستان ایران است. بر پایه سرشماری عمومی نفوس و مسکن در سال ۱۳۹۰ جمعیت این روستا ۴۲ نفر (در ۱۶ خانوار) بوده است.